# Coupe CECAFA des nations 1976
Navigation
Zambie 1975 Somalie 1977
La Coupe CECAFA des nations 1976 est la quatrième édition de la Coupe CECAFA des nations qui a eu lieu à Zanzibar du 6 au 14 novembre 1976. Les nations membres de la CECAFA (Confédération d'Afrique centrale et de l'Est) sont invitées à participer à la compétition.
C'est l'Ouganda, qui remporte la compétition en s'imposant en finale face à la Zambie. 

## Équipes participantes
- Ouganda
- Kenya
- Zambie
- Tanzanie
- Somalie
- Zanzibar - Organisateur
- Malawi

## Compétition

### Premier tour

#### Groupe A
| Equipe   | Pts | J | V | N | D | Bp | Bc | Diff |
| -------- | --- | - | - | - | - | -- | -- | ---- |
| Zambie   | 6   | 3 | 3 | 0 | 0 | 10 | 5  | +5   |
| Ouganda  | 4   | 3 | 2 | 0 | 1 | 5  | 3  | +2   |
| Zanzibar | 2   | 3 | 1 | 0 | 2 | 1  | 4  | -3   |
| Somalie  | 0   | 3 | 0 | 0 | 3 | 2  | 7  | -5   |

| 6 novembre 1976 | Zanzibar | 0 – 3 | Zambie |  |  |
|                 |          |       |        |  |  |

| 6 novembre 1976 | Ouganda | 2 – 0 | Somalie |  |  |
|                 |         |       |         |  |  |

| 8 novembre 1976 | Zanzibar | 0 – 1 | Ouganda |  |  |
|                 |          |       |         |  |  |

| 8 novembre 1976 | Zambie | 4 – 2 | Somalie |  |  |
|                 |        |       |         |  |  |

| 11 novembre 1976 | Zanzibar | 1 – 0 | Somalie |  |  |
|                  |          |       |         |  |  |

| 11 novembre 1976 | Ouganda | 2 – 3 | Zambie |  |  |
|                  |         |       |        |  |  |

#### Groupe B
| Equipe   | Pts | J | V | N | D | Bp | Bc | Diff |
| -------- | --- | - | - | - | - | -- | -- | ---- |
| Malawi   | 2   | 2 | 0 | 2 | 0 | 3  | 3  | 0    |
| Kenya    | 2   | 2 | 0 | 2 | 0 | 3  | 3  | 0    |
| Tanzanie | 2   | 2 | 0 | 2 | 0 | 2  | 2  | 0    |

| 6 novembre 1976 | Kenya | 1 – 1 | Tanzanie |  |  |
|                 |       |       |          |  |  |

| 7 novembre 1976 | Tanzanie | 1 – 1 | Malawi |  |  |
|                 |          |       |        |  |  |

| 9 novembre 1976 | Malawi | 2 – 2 | Kenya |  |  |
|                 |        |       |       |  |  |

## Tour final

### Demi-finales
| 12 novembre 1976 | Ouganda | 2 – 1 | Malawi |  |
|                  | Kisitu  |       |        |  |

| 12 novembre 1976 | Zambie | 2 – 0 | Kenya |  |  |
|                  |        |       |       |  |  |

### Finale
| 14 novembre 1976 | Ouganda | 2 - 0 | Zambie | Kampala |  |
|                  |         |       |        |         |  |

| Vainqueur Coupe CECAFA 1976 Ouganda 2d titre |

## Sources et liens externes
- (en) Feuilles de matchs et infos sur RSSSF